# Sobre la energética del alma
Sobre la energética del alma (en alemán Über die Energetik der Seele) es un ensayo publicado por Carl Gustav Jung en 1928. En él presenta un razonamiento sólido para una consideración general de la libido como energía psíquica.

## Edición en castellano
- Jung, Carl Gustav (2004 [2ª edición 2011]). Obra completa de Carl Gustav Jung. Volumen 8: La dinámica de lo inconsciente. 1. Sobre la energética del alma (1928). Madrid: Editorial Trotta. ISBN 978-84-8164-586-6.

- Datos: Q6130636